# Донон (гора)
Доно́н (фр. Donon) — гора во Франции.
Высота над уровнем моря — 1008 м, высшая точка северной части Вогез. Донон расположен на территории департамента Нижний Рейн.
На вершине горы расположена 80-метровая телебашня. Также склоны горы являются (не ежегодно) участком одного из этапов Тур де Франс.